# Volley Potentino 2016-2017
Questa voce raccoglie le informazioni riguardanti il Volley Potentino nelle competizioni ufficiali della stagione 2016-2017.

## Stagione
La stagione 2016-17 è per il Volley Potentino, sponsorizzata dalla GoldenPlast, la quinta consecutiva in Serie A2: come allenatore viene scelto Adriano Di Pinto, così come la rosa è quasi del tutto modificata, con le uniche conferme di Omar Biglino, Mirco Cristofaletti e Lorenzo Codarin. Tra i nuovi acquisti quelli di Andrea Argenta, Alberto Bellini, Enrico Lazzaretto, Paolo Zonca e Cesare Casulli, mentre tra le cessioni quelle di Federico Moretti, Pier Paolo Partenio, Oreste Cavuto, Andrea Ippolito e Augusto Quarta.
Il campionato si apre con la sconfitta contro la Volley Lupi Santa Croce, mentre la prima vittoria arriva alla seconda giornata ai danni della Pallavolo Azzurra Alessano: il resto del girone di andata è caratterizzato da una serie di risultati altalenanti, con tre sconfitte consecutive maturate tra la quinta e la settima giornata, che portano la squadra di Potenza Picena a chiudere al settimo posto, non utile per qualificarsi alla Coppa Italia di Serie A2. Stessa sorte anche nel girone di ritorno, con risultati positivi che si alternano a negativi, con tre sconfitte consecutive tra la quattordicesima e la sedicesima giornata: la regular season si chiude con il settimo posto in classifica nel proprio girone. Il Volley Potentino partecipa quindi alla pool salvezza: nelle cinque gare disputate sia nel girone di andata sia in quelle di ritorno vince due partite e ne perde tre; si classifica al sesto posto. Accede alla finale dei play-out: si aggiudica la serie battendo in tre gare la Pallavolo Azzurra Alessano e restando quindi in Serie A2.

## Organigramma societario
Area direttiva
- Presidente: Giuseppe Massera
- Vicepresidente: Carlo Muzi
- Segreteria generale: Sara Grufi, Marco Mazzoni

Area organizzativa
- Team manager: Amedeo Pesci
- Direttore sportivo: Paolo Salvucci
- Dirigente accompagnore: Francesca Mecozzi

Area tecnica
- Allenatore: Adriano Di Pinto
- Allenatore in seconda: Luca Martinelli
- Scout man: Michele Massera
- Responsabile settore giovanile: Giovanni Gawronski

Area comunicazione
- Ufficio stampa: Michele Campagnoli

Area marketing
- Ufficio marketing: Germano Scarafiocca

Area sanitaria
- Medico: Michele Gironella
- Preparatore atletico: Filippo Belluccini
- Fisioterapista: Roberto Casisa, Stefano Ciabattoni, Riccardo Rampielli, Gianpaolo Scagnetti
- Osteopata: Luca Lucchetti

## Rosa
| N° | Nome                | Ruolo | Data di nascita  | Nazionalità sportiva |
| -- | ------------------- | ----- | ---------------- | -------------------- |
| 1  | Cesare Casulli      | L     | 4 gennaio 1983   | Italia               |
| 2  | Lorenzo Codarin     | C     | 3 settembre 1996 | Italia               |
| 4  | Fiorenzo Colarusso  | P     | 10 maggio 1994   | Italia               |
| 5  | Luca Bucciarelli    | C     | 22 gennaio 1995  | Italia               |
| 7  | Mirco Cristofaletti | S/O   | 5 settembre 1996 | Italia               |
| 8  | Paolo Zonca         | S     | 13 maggio 1997   | Italia               |
| 9  | Alberto Bellini     | S     | 7 giugno 1987    | Italia               |
| 10 | Marco Visentin      | P     | 10 marzo 1982    | Italia               |
| 11 | Andrea Argenta      | S/O   | 1º giugno 1996   | Italia               |
| 12 | Omar Biglino        | C     | 9 agosto 1995    | Italia               |
| 13 | Simone Marcovecchio | S/O   | 18 luglio 1997   | Italia               |
| 17 | Enrico Lazzaretto   | S     | 11 marzo 1995    | Italia               |

## Mercato
| Acquisti | Acquisti            | Acquisti        | Acquisti   |
| R.       | Nome                | da              | Modalità   |
| -------- | ------------------- | --------------- | ---------- |
| S/O      | Andrea Argenta      | Club Italia     | definitivo |
| S        | Alberto Bellini     | Olimpia Bergamo | definitivo |
| C        | Luca Bucciarelli    | Orvieto         | definitivo |
| L        | Cesare Casulli      | Real Gioia      | definitivo |
| P        | Fiorenzo Colarusso  | Aversa          | definitivo |
| S        | Enrico Lazzaretto   | Padova          | definitivo |
| S/O      | Simone Marcovecchio | Milano          | definitivo |
| P        | Marco Visentin      | Motta           | definitivo |
| S        | Paolo Zonca         | Club Italia     | definitivo |

| Cessioni | Cessioni            | Cessioni          | Cessioni   |
| R.       | Nome                | a                 | Modalità   |
| -------- | ------------------- | ----------------- | ---------- |
| S        | Bernardo Calistri   | Appignano         | definitivo |
| S        | Oreste Cavuto       | Olimpia Bergamo   | definitivo |
| S        | Federico Ferrini    | Offagna           | definitivo |
| P        | Emanuele Miscio     | Macerata          | definitivo |
| S        | Andrea Ippolito     | Civita Castellana | definitivo |
| S/O      | Federico Moretti    | M&G               | definitivo |
| P        | Pier Paolo Partenio | Molfetta          | definitivo |
| S        | Marco Pierotti      | Olimpia Bergamo   | definitivo |
| C        | Augusto Quarta      | New Mater         | definitivo |

## Risultati

### Serie A2

#### Regular season

##### Girone di andata
| 1ª giornata - 9 ottobre 2016 PalaParenti, Santa Croce sull'Arno  | Lupi Santa Croce | 3 - 1 | Potentino           | 22-25, 25-19, 25-16, 25-15        |
| 2ª giornata - 16 ottobre 2016 PalaCivitanova, Civitanova Marche  | Potentino        | 3 - 2 | Alessano            | 21-25, 22-25, 25-22, 25-20, 15-12 |
| 3ª giornata - 23 ottobre 2016 PalaJacazzi, Aversa                | Aversa           | 3 - 2 | Potentino           | 25-18, 18-25, 25-19, 23-25, 15-12 |
| 4ª giornata - 30 ottobre 2016 PalaCivitanova, Civitanova Marche  | Potentino        | 3 - 1 | Tuscania            | 22-25, 25-20, 26-24, 25-19        |
| 5ª giornata - 6 novembre 2016 PalaEstra, Siena                   | Emma Villas      | 3 - 1 | Potentino           | 25-17, 27-29, 25-23, 25-13        |
| 6ª giornata - 12 novembre 2016 PalaCivitanova, Civitanova Marche | Potentino        | 2 - 3 | Rinascita Lagonegro | 25-20, 28-26, 19-25, 24-26, 11-15 |
| 7ª giornata - 20 novembre 2016 Palasport Comunale, Ortona        | Impavida Ortona  | 3 - 2 | Potentino           | 22-25, 19-25, 25-21, 25-22, 15-9  |
| 8ª giornata - 26 novembre 2016 Palazzetto dello Sport, Roma      | Club Italia      | 1 - 3 | Potentino           | 18-25, 25-23, 16-25, 21-25        |
| 9ª giornata - 4 dicembre 2016 PalaCivitanova, Civitanova Marche  | Potentino        | 2 - 3 | New Mater           | 25-20, 21-25, 23-25, 25-17, 11-15 |

##### Girone di ritorno
| 10ª giornata - 8 dicembre 2016 PalaCivitanova, Civitanova Marche  | Potentino           | 0 - 3 | Lupi Santa Croce | 23-25, 21-25, 22-25               |
| 11ª giornata - 11 dicembre 2016 Palazzetto dello Sport, Tricase   | Alessano            | 2 - 3 | Potentino        | 20-25, 25-21, 22-25, 25-23, 12-15 |
| 12ª giornata - 18 dicembre 2016 PalaCivitanova, Civitanova Marche | Potentino           | 3 - 2 | Aversa           | 27-25, 22-25, 25-23, 23-25, 15-9  |
| 13ª giornata - 26 dicembre 2016 PalaMalè, Viterbo                 | Tuscania            | 0 - 3 | Potentino        | 23-25, 22-25, 15-25               |
| 14ª giornata - 5 gennaio 2017 PalaCivitanova, Civitanova Marche   | Potentino           | 0 - 3 | Emma Villas      | 26-28, 16-25, 14-25               |
| 15ª giornata - 8 gennaio 2017 PalaAlberti, Lauria                 | Rinascita Lagonegro | 3 - 0 | Potentino        | 25-22, 25-22, 25-21               |
| 16ª giornata - 15 gennaio 2017 PalaCivitanova, Civitanova Marche  | Potentino           | 2 - 3 | Impavida Ortona  | 15-25, 26-24, 22-25, 25-16, 12-15 |
| 17ª giornata - 21 gennaio 2017 PalaCivitanova, Civitanova Marche  | Potentino           | 3 - 1 | Club Italia      | 25-14, 25-19, 22-25, 25-16        |
| 18ª giornata - 4 febbraio 2017 PalaGrotte, Castellana Grotte      | New Mater           | 3 - 0 | Potentino        | 27-25, 25-19, 25-21               |

#### Pool salvezza

##### Girone di andata
| 1ª giornata - 11 febbraio 2017 PalaCivitanova, Civitanova Marche | Potentino  | 3 - 2 | Atlantide Brescia | 24-26, 28-26, 20-25, 25-17, 15-11 |
| 2ª giornata - 18 febbraio 2017 PalaGrottazzolina, Grottazzolina  | M&G        | 3 - 2 | Potentino         | 25-23, 22-25, 24-26, 25-20, 15-10 |
| 3ª giornata - 22 febbraio 2017 PalaCivitanova, Civitanova Marche | Potentino  | 3 - 1 | Materdomini       | 25-21, 20-25, 25-20, 27-25        |
| 4ª giornata - 25 febbraio 2017 Palazzetto dello Sport, Brendola  | Castellana | 3 - 1 | Potentino         | 31-33, 25-21, 16-25, 25-14, 15-13 |
| 5ª giornata - 4 marzo 2017 PalaCivitanova, Civitanova Marche     | Potentino  | 2 - 3 | Libertas Brianza  | 26-24, 23-25, 24-26, 25-18, 7-15  |

##### Girone di ritorno
| 6ª giornata - 11 marzo 2017 PalaSanFilippo, Brescia           | Atlantide Brescia | 2 - 3 | Potentino  | 25-19, 17-25, 25-23, 17-25, 8-15  |
| 7ª giornata - 18 marzo 2017 PalaCivitanova, Civitanova Marche | Potentino         | 2 - 3 | M&G        | 17-25, 25-19, 25-22, 23-25, 12-15 |
| 8ª giornata - 22 marzo 2017 PalaGrotte, Castellana Grotte     | Materdomini       | 3 - 1 | Potentino  | 25-12, 25-22, 29-31, 25-16        |
| 9ª giornata - 26 marzo 2017 PalaCivitanova, Civitanova Marche | Potentino         | 1 - 3 | Castellana | 25-17, 17-25, 22-25, 25-27        |
| 10ª giornata - 1º aprile 2017 PalaParini, Cantù               | Libertas Brianza  | 1 - 3 | Potentino  | 23-25, 25-20, 21-25, 17-25        |

#### Play-out
| Finale (gara 1) - 9 aprile 2017 Palazzetto dello Sport, Tricase    | Alessano  | 0 - 3 | Potentino | 23-25, 25-27, 22-25               |
| Finale (gara 2) - 16 aprile 2017 PalaCivitanova, Civitanova Marche | Potentino | 3 - 0 | Alessano  | 25-17, 26-24, 25-17               |
| Finale (gara 3) - 22 aprile 2017 Palazzetto dello Sport, Tricase   | Alessano  | 2 - 3 | Potentino | 25-23, 25-27, 19-25, 25-22, 11-15 |

## Statistiche

### Statistiche di squadra
| Competizione | Punti | In casa | In casa | In casa | In trasferta | In trasferta | In trasferta | Totale | Totale | Totale |
| Competizione | Punti | G       | V       | P       | G            | V            | P            | G      | V      | P      |
| ------------ | ----- | ------- | ------- | ------- | ------------ | ------------ | ------------ | ------ | ------ | ------ |
| Serie A2     | 27    | 15      | 8       | 7       | 16           | 7            | 9            | 31     | 15     | 16     |
| Totale       | -     | 15      | 8       | 7       | 16           | 7            | 9            | 31     | 15     | 16     |

G = partite giocate; V = partite vinte; P = partite perse

### Statistiche dei giocatori
| Giocatore        | Serie A2 | Serie A2 | Serie A2 | Serie A2 | Serie A2 | Totale | Totale | Totale | Totale | Totale |
| Giocatore        | P        | PT       | AV       | MV       | BV       | P      | PT     | AV     | MV     | BV     |
| ---------------- | -------- | -------- | -------- | -------- | -------- | ------ | ------ | ------ | ------ | ------ |
| A. Argenta       | 30       | 698      | 596      | 57       | 45       | 30     | 698    | 596    | 57     | 45     |
| A. Bellini       | 28       | 358      | 306      | 33       | 17       | 28     | 358    | 306    | 33     | 17     |
| O. Biglino       | 31       | 244      | 166      | 66       | 12       | 31     | 244    | 166    | 66     | 12     |
| L. Bucciarelli   | 21       | 43       | 18       | 20       | 5        | 21     | 43     | 18     | 20     | 5      |
| C. Casulli       | 31       | 2        | 1        | 1        | 0        | 31     | 2      | 1      | 1      | 0      |
| L. Codarin       | 31       | 246      | 156      | 75       | 15       | 31     | 246    | 156    | 75     | 15     |
| F. Colarusso     | 17       | 10       | 3        | 6        | 1        | 17     | 10     | 3      | 6      | 1      |
| M. Cristofaletti | 25       | 56       | 42       | 9        | 5        | 25     | 56     | 42     | 9      | 5      |
| E. Lazzaretto    | 27       | 109      | 101      | 3        | 5        | 27     | 109    | 101    | 3      | 5      |
| S. Marcovecchio  | 2        | 0        | 0        | 0        | 0        | 2      | 0      | 0      | 0      | 0      |
| M. Visentin      | 29       | 71       | 33       | 35       | 3        | 29     | 71     | 33     | 35     | 3      |
| P. Zonca         | 30       | 282      | 208      | 50       | 24       | 30     | 282    | 208    | 50     | 24     |

P = presenze; PT = punti totali; AV = attacchi vincenti; MV = muri vincenti; BV = battute vincenti